# 에드워드 버네이스
에드워드 루이스 버네이스(영어: Edward Louis Bernays, 1891년 11월 22일~1995년 3월 9일)는 미국의 홍보 및 선전 분야의 선구자였으며, 그의 부고에서 "홍보의 아버지"라고 언급했다. 그의 기술은 홍보 분야를 발전시킨 공로를 인정받았지만, 종종 개인의 자율성과 민주적 가치를 훼손하는 방식으로 여론을 조작했다는 비판을 받아왔다.
그의 가장 잘 알려진 캠페인에는 1929년 담배를 페미니스트 "자유의 횃불"로 낙인찍어 여성 흡연을 장려하려는 노력과 1954년 CIA가 주도한 과테말라 정부 전복과 관련된 1950년대 유나이티드 프루트 컴퍼니에서의 활동이 포함되어 있다. 비평가들은 과테말라에 대한 그의 개입이 미국 제국주의를 촉진하고 수십 년간의 시민 불안과 억압에 기여했다고 주장하며, 민주적 통치를 약화시키는 데 있어 그의 역할에 대한 윤리적 우려를 제기했다.
프록터 앤드 갬블, 제너럴 일렉트릭 등 수십 개의 주요 미국 기업과 정부 기관, 정치인, 비영리 단체에서 근무했다. 그의 삼촌은 정신분석학자 지그문트 프로이트였다.
버네이스는 《라이프》가 선정한 20세기 가장 영향력 있는 미국인 100인 중 한 명으로 선정되었다. 이러한 인정에도 불구하고 그의 연구는 일부 사람들이 민주적 참여를 약화시키고 반대 의견을 억압했다고 주장하는 현대 선전 기법의 부상과 관련이 있다.

## 경력
코넬 대학교를 졸업한 후, 버네이스는 《내셔널 브루어리맨》 저널에 글을 썼다. 그 후 그는 뉴욕시 농산물 거래소에서 일했으며, 그곳에서 그의 아버지는 곡물 수출업자였다. 그는 파리로 가서 루이 드레퓌스 앤 컴퍼니에서 곡물 케이블을 읽으며 일했다. 1912년 12월이 되자 그는 뉴욕으로 돌아갔다.

### 홍보 상담
1919년부터 1963년까지 뉴욕에서 자신의 소명을 추구한 버네이스는 자신을 "홍보 변호사"라고 불렀다. 그는 자신이 하는 일과 광고 분야에서 사람들이 하는 일의 차이에 대해 매우 뚜렷한 견해를 가지고 있었다. 정교한 기업 광고 캠페인과 멀티미디어 소비자 스펙터클을 조율하는 데 중요한 역할을 한 그는 정부의 중요한 사회 과학 연구인 《미국의 최근 사회 동향》 (1933년)의 인정 섹션에 등재된 인물 중 한 명이다.

## 주목할 만한 고객 및 캠페인
버네이스는 그의 삼촌 지그문트 프로이트의 아이디어를 사용하여 베이컨과 달걀이 진정한 미국식 아침 식사라는 사실을 대중에게 설득하는 데 도움을 주었다.
1930년대에 그의 종이컵 캠페인은 넘쳐나는 컵의 이미지를 생식기 및 성병의 승화적 이미지와 연결하여 일회용 컵만이 위생적이라는 것을 미국 소비자들에게 설득하기 위해 고안되었다.
그는 1939년 세계 박람회의 홍보 디렉터였다.

### 담배
1927년, 버네이스는 체스터필드 담배 제조업체인 리겟 그룹에서 잠시 일했다. 그는 경쟁 브랜드인 럭키 스트라이크를 상대로 럭키 스트라이크가 "당신의 목소리에 친절하다"는 오페라 가수들의 지지를 조롱하는 스턴트를 선보였다. 럭키 스트라이크를 만든 아메리칸 토바코 컴퍼니의 대표 조지 워싱턴 힐은 즉시 버네이스를 리겟 그룹으로부터 멀리 고용했다.
버네이스는 아메리칸 토바코 컴퍼니에서 일하기 시작했을 때 대부분 담배를 피웠던 여성들 사이에서 럭키 스트라이크 매출을 늘리겠다는 목표를 갖게 되었다. 첫 번째 전략은 여성들이 식사 대신 담배를 피우도록 설득하는 것이었다. 버네이스는 사진작가, 예술가, 신문, 잡지 등을 통해 마른 여성의 특별한 아름다움을 홍보하는 등 마른 체형 자체의 이상을 홍보하는 것으로 시작되었다. 의료 당국은 단 것보다 담배를 선택하는 것을 장려하는 것으로 밝혀졌다. 가정주부들은 담배를 소지하는 것이 사회적 필수품이라는 경고를 받았다.

## 사망
에드워드 버네이스는 1995년 매사추세츠주 케임브리지 자택에서 103세의 나이로 사망했다. 《뉴욕 타임스》는 부고 기사에서 "수년 동안 그는 많은 기업과 산업 기업, 복지 및 시민 단체, 국내외 정부를 대표하여 사용되는 의견 형성 방법을 형성하는 데 중요한 역할을 했다"고 평가했다.
그는 100번째 생일을 앞두고 매사추세츠 및 기타 주에서 홍보 담당자의 면허를 요구하는 법안을 통과시키려는 캠페인을 이끌었지만 실패했다.